# Hans Haacke
Pour les articles homonymes, voir Haacke.
Hans Haacke, né en 1936 à Cologne, est considéré comme un artiste de l'objet et artiste conceptuel allemand.

## Biographie
Après avoir poursuivi des études à la Staatliche Werkakademie de Cassel, il obtient une bourse du DAAD pour un séjour d'études à Paris où il fréquente les ateliers de gravure de Stanley William Hayter, l'Atelier 17. Son travail vise alors la mise en évidence de phénomènes physiques et biologiques.
La démarche artistique de Hans Haacke est ensuite de dénoncer les connivences entre le milieu des affaires, de la politique, de l'art et de la culture.
Son travail est proche du journalisme d'investigation, et Haacke se défend de vouloir faire passer de contenus politiques. Son mot d'ordre serait "citoyens, réveillez-vous !". Il avive la vigilance du spectateur citoyen, il entretient sa conscience.
Il participe au Salon des réalités nouvelles en 1966 à Paris.
En 1971 il crée une œuvre titrée « Shapolsky et al. Manhattan Real Estate Holdings, a Real-Time Social System, as of May 1, 1971 »  qui était en fait un rapport précis dévoilant des actions spéculatives d'un groupe immobilier New-Yorkais a priori lié aux dirigeants du musée Guggenheim) qu'il veut exposer lors d'une exposition solo qui lui était dédiée au musée Guggenheim de New York ; le Musée juge alors l’œuvre « inadéquate » et la refuse, annulant l'exposition, moment qui a marqué  le domaine du discours artistique anti-institutionnel aux États-Unis.
En 1986, Il expose Les Must de Rembrandt au Consortium à Dijon.
En 1990, Hans Haacke est invité à Berlin Ouest à participer avec dix autres artistes à l’exposition collective Die Endlichkeit der Freiheit (En fin de compte, la liberté) financée par la ville de Berlin et la D A A D (office allemand d'échanges universitaires). L’exposition sera constituée d’œuvres publiques temporaires. Chaque
proposition devra comporter des parcelles de chaque côté d’un Berlin qui ne sera réunifié que quelques mois plus tard.
Dans la logique des « ready-made », il décide d’investir deux tours de guet en pierre, situées au pied du mur qui sépare Berlin, rue Heinrich Heinequi. Il recouvre les ouvertures des tours par des vitres teintées en référence au Palast Hôtel du Berlin Est qui sert de résidence aux invités de la République démocratique. Il ajoute des grillages à ces vitres en référence aux vitres des véhicules de la police de l’ouest de la ville tentant de se protéger des jets de pierres. Il remplace les projecteurs aux sommets des tours par le logo en bronze de l’entreprise Mercedez-Benz qui tourne lentement sur elle-même, protégés eux aussi par des grillages. Il nomme l’œuvre La liberté sera maintenant sponsorisée, simplement en petite monnaie. Chacune des tours de guet se voit attribuer une inscription issue des publicités diffusées par la marque dont la stratégie de communication était axée sur des citations d’auteurs célèbres. « Kunst bleibt Kunst » (L’art sera toujours de l’art) de Gœthe et « Bereit sein ist alles » (Être prêt, tout est là) de Hamlet écris par Shakespeare. Hans Haacke précise dans le texte qu’il a publié avec l’œuvre que cette dernière phrase « faisait écho à « prêts, toujours prêts », le mot d’ordre des Jeunes Pionniers de la République démocratique » 
En 1993 il investit le pavillon allemand de la Biennale de Venise, au côté de Name June Paik. Haacke brise les dalles en marbre du sol de ce bâtiment d'architecture nazie inauguré par Hitler en 1934.

## Œuvres
- Blue Sail (1964-1965)
- MOMA Poll (1970)
- La liberté sera maintenant sponsorisée, simplement en petite monnaie (1990)
- Condensation Cube

### Ouvrages
- Libre-échange, avec Pierre Bourdieu, Éditions du Seuil et Les Presses du réel, 1994